# Christian Heule
Christian Heule (* 2. April 1975 in St. Gallen) ist ein ehemaliger Schweizer Cyclocrosser.

## Sportliche Laufbahn
Als Amateur fuhr er für den Verein VC Uznach. Er begann seine professionelle Karriere auf der Strasse 1998 beim Radsportteam Ericsson-Villiger und konnte im Jahr 2003 als Mitglied der Mannschaft Macandina-Kewa Rad-VC Gippingen eine Etappe bei der Slowenien-Rundfahrt für sich entscheiden. 2002 siegte er in der Schellenberg-Rundfahrt.
In den Jahren 2004, 2006, 2007, 2008, 2009 und 2011 wurde er Schweizer Meister im Cyclocross. Er beendete seine internationale Karriere nach der Crossaison 2011/2012 mit einem dritten Platz bei den Schweizer Meisterschaften.

## Erfolge – Cyclocross
2003/2004
- Schweizer Meister

2005/2006
- Schweizer Meister

2006/2007
- Schweizer Meister

2007/2008
- Star-Crossed, Redmond
- Rad Racing Grand Prix, Lakewood
- Internationales Radcross, Magstadt
- Internationales Radquer, Meilen
- Flüüger Quer, Dübendorf
- Badiquer Schmerikon, Schmerikon
- Schweizer Meister

2008/2009
- Radquer Wädenswil, Wädenswil
- Schweizer Meister

2009/2010
- Star Crossed Cyclocross, Redmond
- Internationales Cyclocross Hittnau, Hittnau
- Internationales Radquerfeldein Uster, Uster

2010/2011
- Internationales Radquer Frenkendorf, Frenkendorf
- Internationales Radquer Frauenfeld, Frauenfeld
- Grand Prix Wetzikon, Wetzikon
- Schweizer Meister

2011/2012
- NEPCX – Grand Prix of Gloucester 1, Gloucester
- NBX Grand Prix 2, Warwick
- Radquer Bussnang, Bussnang

## Teams
- 1998 Ericsson-Villiger
- 1999 Ericsson-Villiger
- 2000 Post Swiss Team
- 2001 Post Swiss Team
- 2002 Team Cologne
- 2003 Macandina-Kewa Rad-VC Gippingen
- 2004 Macandina-Kewa Rad-VC Gippingen
- 2005 Stevens Racing Team
- 2006 Stevens Racing Team
- 2007 Stevens Racing Team / Hadimec
- 2008 Stevens Racing Team
- 2009 Rendement Hypo Cyclingteam VZW
- 2010 Team Buergi Fidi BC
- 2011 Cannondale/Cyclocrossworld.com
- 2012 Cannondale/Cyclocrossworld.com

## Berufliches
Christian Heule hat eine Ausbildung bei der Schweizerischen Post zum Postangestellten absolviert.